# Dimitrie Bejan
Dimitrie Bejan (n. 26 octombrie 1909, Hârlău – d.21 septembrie 1995, Hârlău) a fost un preot ortodox român, profesor și publicist, cunoscut pentru activitatea sa cultural-religioasă interbelică și pentru mărturisirea credinței în timpul regimului comunist, în perioada detenției politice în URSS și România. A fost deținut politic, refuzând colaborarea cu autoritățile sovietice și ulterior cu regimul comunist român.

## Biografie și formare
S-a născut într-o familie modestă din Hârlău, județul Iași. A urmat cursurile Seminarului Teologic „Veniamin Costache” din Iași (1923–1931), apoi, ca bursier, Facultatea de Teologie și Facultatea de Litere și Filosofie din București (1931–1936). În timpul studenției, a participat la cercetările sociologice conduse de profesorul Dimitrie Gusti.
S-a căsătorit cu fiica unui preot din Otopeni și a fost hirotonit diacon (1937) și apoi preot (1938) la Bălți. A fost apropiat de episcopul Tit Simedrea și a desfășurat o amplă activitate culturală, fiind director al Căminului Cultural din Bălți și editor al revistei „Însemnări creștine”.

## Prizonier în URSS
După începerea celui de-Al Doilea Război Mondial, a fost mobilizat ca preot militar în Regimentul 6 Vânători. La 24 august 1944 a fost luat prizonier de sovietici și închis în lagărul de la Oranki, organizat într-o fostă mănăstire. A fost transferat ulterior în lagărul Karaganda (Siberia), unde a refuzat colaborarea cu autoritățile sovietice și a continuat activitatea religioasă în secret.

## Arestări și detenție în România
Revenit în țară în decembrie 1948, a fost arestat în aprilie 1949, acuzat de „uneltire contra ordinii sociale”. A fost condamnat de Tribunalul Militar București la 8 ani de închisoare corecțională și a trecut prin mai multe închisori: Jilava, Uranus, Aiud, Gherla, Văcărești și coloniile de muncă de la Valea Neagră și Peninsula.
Eliberat în 1956, a fost trimis cu domiciliu obligatoriu la Răchitoasa, în Bărăgan. A fost din nou arestat în 1958 și condamnat în 1959 la 25 de ani muncă silnică. În anchete, predicile sale și participarea la viața religioasă a fost considerate „activitate legionară”.

## După eliberare
A fost eliberat în 1964, după refuzul de a accepta reeducarea. A solicitat intrarea în monahism, dar i s-a refuzat de către autorități. A fost numit preot în diferite parohii din județele Suceava și Neamț, continuând să slujească în condiții dificile.

## Moartea și moștenirea
Părintele Dimitrie Bejan a trecut la cele veșnice la 21 septembrie 1995. A lăsat în urmă una dintre cele mai emoționante mărturii ale suferinței creștine în regimul comunist, reflectate în manuscrise, predici și însemnări care circulă în mediile ortodoxe. Este considerat de unii drept una dintre figurile exemplare ale rezistenței spirituale din secolul XX.